# Grouville
Grouville är en parish i kronbesittningen Jersey. Den ligger i den sydöstra delen av Jersey, 4 km öster om huvudstaden Saint Helier. Antalet invånare är 4 866. Arean är 7,8 kvadratkilometer. Grouville ligger på ön Jersey.
Terrängen i Grouville är platt.